# Saint-Sauveur (L'Île-d'Yeu)
Pour les articles homonymes, voir Saint-Sauveur.
Saint-Sauveur est un village situé dans la commune de L'Île-d'Yeu sur l'île homonyme et dans le département de la Vendée. Ses petites ruelles aux maisons basses et blanches aux volets multicolores sont typiques de l'île.

## Église de Saint-Sauveur
Ancien chef-lieu de l'île, le bourg possède une église romane, bâtie aux XIe et XIIe siècles en granit et restaurée en 2014-2015. Avant le 2 novembre 1953, date où la foudre frappa le clocher, elle possédait une grande flèche en ardoise de près de 20 mètres de haut, qui servait d'amer aux marins et datait du XVIIIe siècle. Au XIXe siècle, son ancienne nef romane ruinée fut remplacée par une nef néogothique.